# SN 2006nd
SN 2006nd – supernowa typu Ia odkryta 28 października 2006 roku w galaktyce A224459-0100. W momencie odkrycia miała maksymalną jasność 22,10m.